# پی-۶۶ وولتی
پی-۶۶ وولتی (به انگلیسی: Vultee_P-66_Vanguard) یک هواگرد از نوع هواپیمای جنگنده ساخت شرکت Vultee Aircraft است. هواگرد پی-۶۶ وولتی نخستین پروازش را در ۸ سپتامبر ۱۹۳۹ (Model 61) میلادی انجام داد. این هواگرد در سال 1941 (date shipment completed) میلادی رسماً معرفی گردید و در سال‌های ۱۹۴۰–۱۹۴۲ تولید شده‌است. در مجموع، تعداد ۱۴۶ فروند از این هواگرد ساخته شده‌است.
طراح این هواگرد، Richard W. Palmer بود.